# Merry Christmas (Mariah Carey-album)
A Merry Christmas Mariah Carey amerikai énekesnő ötödik albuma. Az album egy karácsonyi album, mely 1994. november 1-jén jelent meg. Az album Carey karrierjének egyik csúcsidőszakában jelent meg, két legsikeresebb albuma, a Music Box és a Daydream között, és minden idők legsikeresebb karácsonyi albumává vált. Az albumon szerepelnek hagyományos karácsonyi dalok, mint például a Csendes éj, illetve az angolszász nyelvterületen elterjedt O Holy Night és Joy to the World, valamint egy, az 1960-as években sikeres dal, a Christmas (Baby Please Come Home) feldolgozása, és három saját szerzemény, melyek közül az All I Want for Christmas Is You nagy sikert aratott.

## Felvételek
Carey egy interjúban elmondta, hogy 1993 karácsonyán kezdett körvonalazódni benne az album, bár már korábban is tervezte, hogy egyszer elkészít egy karácsonyi albumot. 1994 januárjától kezdett dolgozni rajta; a lemezborító képei is ekkor készültek. Hogy a felvételek során az énekesnő karácsonyi hangulatban legyen, a stúdióban egész évben karácsonyfa állt és karácsonyi díszekkel díszítettek mindent.
Amellett, hogy megőrizte a dalok eredeti hangulatát, Carey igyekezett minden számot a saját stílusához formálni, így például a Silent Nightot is, mely egyik kedvenc karácsonyi dala volt. A Santa Claus Is Comin’ to Town című, angolszász nyelvterületen ismert karácsonyi dalt Brahms Bölcsődalával indítja. Több dalban kórus énekel. A God Rest Ye Merry Gentlemen akusztikus változatban került fel az album nemzetközi kiadására.

## Fogadtatása
A Merry Christmas a Billboard 200 30. helyén nyitott, és az első héten 45 000 példányban kelt el. A legmagasabb hely, amit a listán elért, a3. volt, ide az 5. héten jutott fel, eddigre 200 000 példány kelt el belőle. Az eladási adatok alapján a hatodik hét volt a legsikeresebb, amikor a lista 6. helyén állt; ekkor túllépte a félmillió eladott példányszámot. Nyolc hétig maradt a Top 20-ban és tizenhárom hétig a listán, de háromszor is újra felkerült a listára, első alkalommal a 149., másodjára a 115., harmadjára a 61. helyig jutott. Összesen huszonhét hetet töltött a Billboard 200-on. 2005-ig az albumból csaknem 5 millió példány kelt el az USA-ban és több mint 16 millió világszerte. Ötszörös platinalemez lett.

## Új kiadás (DualDisc változat)
2005. október 25-én – az első kiadás 9. évfordulója előtt egy héttel – a Sony lemezkiadó, már Carey távozása után, ismét megjelentette a Merry Christmast, ezúttal DualDisc formátumban. Ez az ún. Anniversary edition (évfordulós kiadás), melyen az eredeti dalok mellett szerepel a Santa Claus is Comin’ to Town (Anniversary Mix), valamint az albumon szereplő dalok videóklipjei. A Santa Claus is Comin’ to Town remixét Jermaine Dupri készítette, és kislemezen is megjelent, a dallal azonos című 1970-es film DVD-kiadásának mellékleteként.
A Merry Christmas új kiadása felkerült a Billboard Top Comprehensive Albums slágerlistájának 136. helyére, és listavezető lett a Billboard's Top R&B/Hip-Hop Catalog Albums listán. Az album többször is vezette a Billboard' Top Comprehensive Albums és Top Holiday Albums listáit, 2005 decemberéig az előbbin 80, míg az utóbbin 130 hetet töltött.

## Dalok
| #                                      | Cím                                                     | Szerzők                                       | Hossz |
| -------------------------------------- | ------------------------------------------------------- | --------------------------------------------- | ----- |
| 1.                                     | Silent Night                                            | Josef Mohr, Franz Gruber                      | 3:41  |
| 2.                                     | All I Want for Christmas Is You                         | Mariah Carey, Walter Afanasieff               | 4:01  |
| 3.                                     | O Holy Night                                            | Adolphe Adam                                  | 4:27  |
| 4.                                     | Christmas (Baby Please Come Home)                       | P. Spector, J. Barry, E. Greenwich            | 2:35  |
| 5.                                     | Miss You Most (At Christmas Time)                       | (Carey, Afanasieff)                           | 4:32  |
| 6.                                     | Joy to the World                                        | Händel, Lowell Mason, Isaac Watts, Hoyt Axton | 4:20  |
| 7.                                     | Jesus Born on This Day                                  | (Carey, Afanasieff)                           | 3:43  |
| 8.                                     | Santa Claus Is Comin’ to Town                           | J. F. Coots, H. Gillespie                     | 3:24  |
| 9.                                     | Hark! The Herald Angels Sing / Gloria (in Excelsis Deo) | Charles Wesley / Hagyományos                  | 3:01  |
| 10.                                    | Jesus Oh What a Wonderful Child                         | (Hagyományos)                                 | 4:26  |
| Nemzetközi kiadás és DualDisc változat |                                                         |                                               |       |
| 11.                                    | God Rest Ye Merry Gentlemen                             | (Hagyományos)                                 | 1:18  |
| DualDisc változat                      |                                                         |                                               |       |
| 12.                                    | Santa Claus Is Comin’ to Town (Anniversary Mix)         |                                               | 2:45  |

A DualDisc változaton szereplő videóklipek
1. Santa Claus Is Comin’ to Town (Anniversary Mix)
2. All I Want for Christmas Is You
3. Miss You Most (At Christmas Time)
4. All I Want for Christmas Is You (So So Def Remix)
5. Joy to the World (Celebration Mix)
6. O Holy Night
7. All I Want for Christmas Is You (fekete-fehér változat)
8. Joy to the World

## Kislemezek
Az albumról számos kislemez megjelent, de nagy részük csak a rádióknak kiküldött promóciós lemezként az Egyesült Államokban, hogy segítse az album eladását. Az első, az All I Want for Christmas Is You, bár az USA-ban nem jelent meg kereskedelmi forgalomban, a rádiók közkedvelt dala volt, és mindmáig gyakran játsszák karácsonykor. Ahol megjelent kislemezen, ott rengeteg példányban elkelt. A második, a Miss You Most (At Christmas Time) már kisebb sikert aratott. A harmadik a Joy to the World lett, melynél az is szóba került, hogy megjelenik az USA-ban kereskedelmi forgalomban is, a dance/club listákon sikeres volt; Ausztráliában pedig, ahol meg is jelent kislemezen, a Top 40-be került. A negyedik, Jesus Born on This Day című promóciós kislemezt csak a keresztény rádióadóknak küldték el, és klip sem készült hozzá, bár egyes országokban, például Svédországban kis példányszámban megjelent. Az O Holy Night 1996 karácsonyi időszakában jelent meg az album reklámozása érdekében, majd 2000-ben újra kiadták, ezúttal videóklip is készült hozzá.
- All I Want for Christmas Is You (1994)
- Miss You Most (At Christmas Time) (1994; csak promo)
- Joy to the World (1994)
- Jesus Born on This Day (1994; csak promo)
- O Holy Night (1996; csak promo)
- Santa Claus Is Comin' to Town (Remix) (csak az azonos című film DVD kiadása mellékleteként)

### Miss You Most (At Christmas Time)
A Miss You Most (At Christmas Time) a Merry Christmas album második kislemeze. A dal egyike annak a három dalnak, melyet Carey írt az albumhoz (a másik kettő az All I Want for Christmas Is You és a Jesus Born on This Day, a többi szám ismert karácsonyi dalok feldolgozása). A szám egy szomorú lassú szám, arról szól, hogy karácsonykor hiányzik neki legjobban az, akit szeretett.
A dal csak promóciós kislemezen jelent meg, emiatt nem is került fel a Billboard slágerlistára, mert a lista akkori szabályai szerint csak kereskedelmi forgalomban lévő kislemezen megjelent dalok kerülhettek fel rá. A rádiós játszások is elmaradtak az előző kislemez, a nagy sikerű All I Want for Christmas Is You mögött.
A videóklipet Diane Martel rendezte. A klip egészen 2005-ig nem jelent meg videókazettán vagy DVD-n, 2005-ben azonban felkerült a Merry Christmas album dualdisc kiadásának DVD oldalára. A dalhoz nem készültek remixek, de a promólemezen megjelent változat kicsit eltérő változat az albumon lévőtől.

### Jesus Born on This Day
A Jesus Born on This Day a Merry Christmas album negyedik kislemeze. Ez a dal is egyike annak a három dalnak, melyet Carey írt az albumhoz, a többi szám ismert karácsonyi dalok feldolgozása). A gospel beütésű dal Jézus születéséről szól. A háttérben Carey háttérénekeseinek rokonaiból álló gyerekkórus énekel.
A dal csak promóciós kislemezen jelent meg 1994 novemberében, emiatt nem is került fel a Billboard slágerlistára, mert a lista akkori szabályai szerint csak kereskedelmi forgalomban lévő kislemezen megjelent dalok kerülhettek fel rá. Videóklip és remixek nem készültek a dalhoz.
Számlista
1. Jesus Born on This Day
2. O Holy Night
3. Jesus Oh What a Wonderful Child